# Kimballton
Kimballton is een plaats (city) in de Amerikaanse staat Iowa, en valt bestuurlijk gezien onder Audubon County.

## Demografie
Bij de volkstelling in 2000 werd het aantal inwoners vastgesteld op 342. In 2006 is het aantal inwoners door het United States Census Bureau geschat op 308, een daling van 34 (-9,9%).

## Geografie
Volgens het United States Census Bureau beslaat de plaats een oppervlakte van 2,0 km², geheel bestaande uit land. Kimballton ligt op ongeveer 441 m boven zeeniveau.

## Plaatsen in de nabije omgeving
De onderstaande figuur toont nabijgelegen plaatsen in een straal van 20 km rond Kimballton.